# Вирмозеро
Вирмозеро — пресноводное озеро на территории Сумпосадского сельского поселения Беломорского района Республики Карелии.

## Физико-географическая характеристика
Площадь озера — 1,080 км². Располагается на высоте 68,0 метров над уровнем моря.
Форма озера лопастная, продолговатая: оно почти на два километра вытянуто с севера на юг. Берега каменисто-песчаные, преимущественно возвышенные.
Из северной оконечности озера вытекает река Вирма, впадающая в Онежскую губу Белого моря.
В южную оконечность Вирмозера впадает река Чекша.
Острова на озере отсутствуют.
К северу от озера проходит просёлочная дорога.
Населённые пункты вблизи водоёма отсутствуют.
Код объекта в государственном водном реестре — 02020000211101000007111.